# Muscle digastrique (cervical)
Pour les articles homonymes, voir Muscle digastrique.

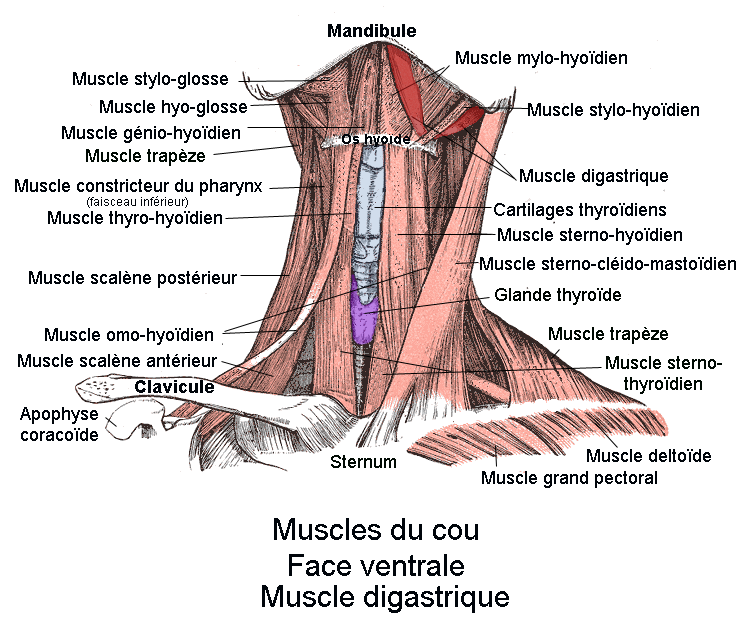
Le muscle digastrique gauche

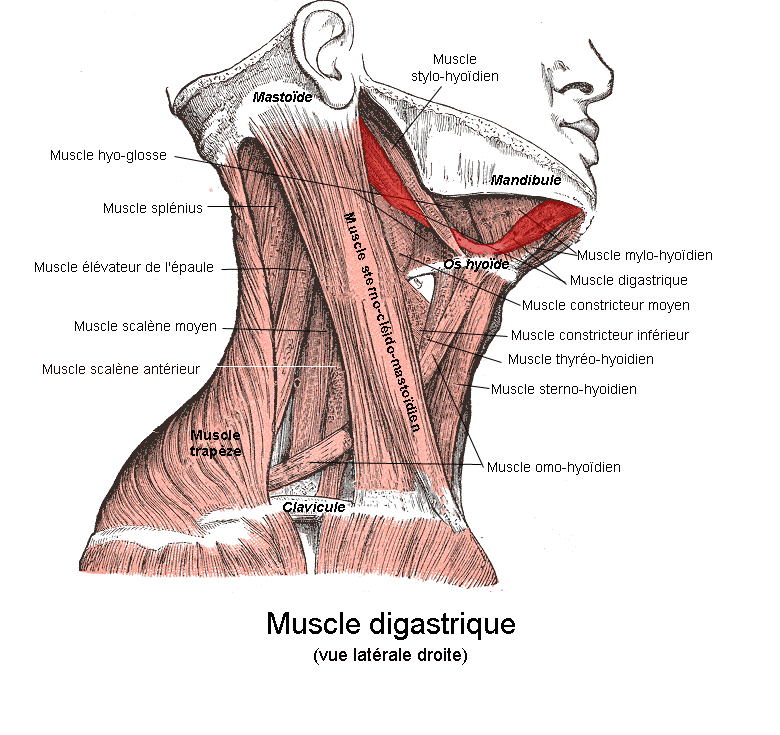
Le muscle digastrique droit

Le muscle digastrique (Musculus digastricus en latin) est un muscle suprahyoïdien pair de la partie supérieure du cou situé sous la mandibule. Il sert de limite topographique entre la région du cou et de la tête.
Il doit son nom au fait qu'il est composé de deux faisceaux ou ventres (gaster en latin) réunis par un tendon intermédiaire qui correspond à la signification plus général de muscle digastrique.  

## Description
Le muscle digastrique est composé d'un ventre antérieur et d'un ventre postérieur reliés par le tendon intermédiaire du muscle digastrique.
Le ventre postérieur est aplati transversalement.

## Origine
Le muscle digastrique par la naissance du ventre postérieur dans l'incisure mastoïdienne de l'os temporal.

## Trajet
Le ventre postérieur descend en avant et en dedans. 
Au niveau de l'os hyoïde, le tendon intermédiaire glisse entre les deux branches du tendon terminal du muscle stylo-hyoïdien.
A ce niveau le tendon intermédiaire s'infléchit vers le haut en formant le ventre antérieur.
Le ventre antérieur se poursuit en haut; en dedans et en avant jusqu'à sa terminaison.

## Insertion
Le muscle digastrique se termine par son ventre antérieur qui s'insère dans la fosse digastrique de la mandibule.

## Innervation
Le ventre antérieur du muscle digastrique est innervé par le nerf mylo-hyoïdien, branche collatérale du nerf alvéolaire inférieur (lui même branche collatérale du nerf mandibulaire V3).
Le ventre postérieur est innervé par une branche collatérale du nerf facial née peu après la sortie du foramen stylo-mastoïdien et qui vient innerver le faisceau postérieur dans sa partie moyenne.

## Action
Il fait effectuer à la langue un mouvement postéro-inférieur lors de la déglutition.
Il est aussi abaisseur de la mandibule.

## Galerie

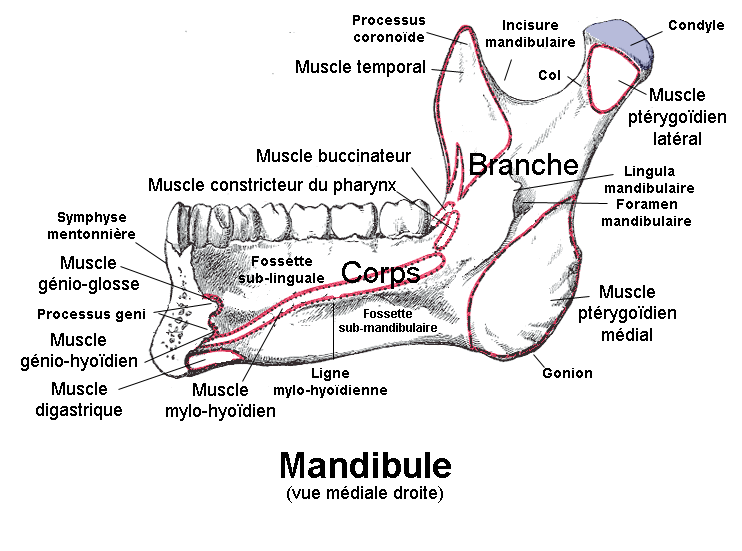